# خدمتکار
کارگرِ خانگی یا خدمتکارِ خانگی، کسی است که در زمینهٔ نگهداری از خانه کار می‌کند. این کار می‌تواند در برابرِ پول، کاشانه یا خوراک باشد.
کارگرانِ خانگی، بیشتر در خانه‌های بزرگ و برای خانواده‌های دارا کار می‌کنند، و به کارهایی مانندِ رُفت‌وروب، مرتب‌کردن، آشپزی و خرید برای نیازمندی‌های زندگیِ روزمره می‌پردازند.
به کارگر خانگی مرد نوکر و به کارگر خانکی زن کلفت گفته میشود.

## نگارخانه

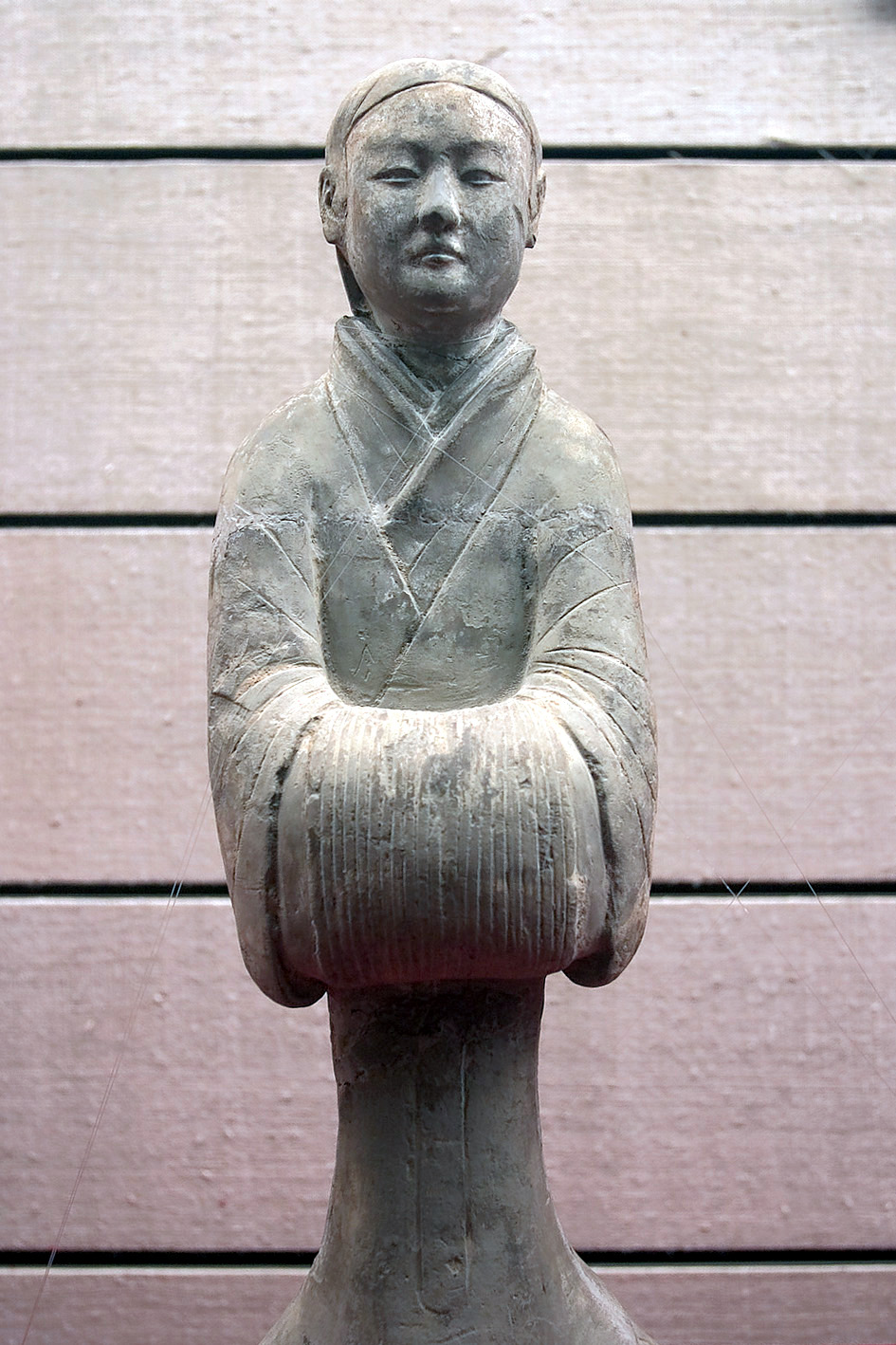
سرامیکِ چینیِ یک کارگرِ خانگی، از دورهٔ دودمانِ هان
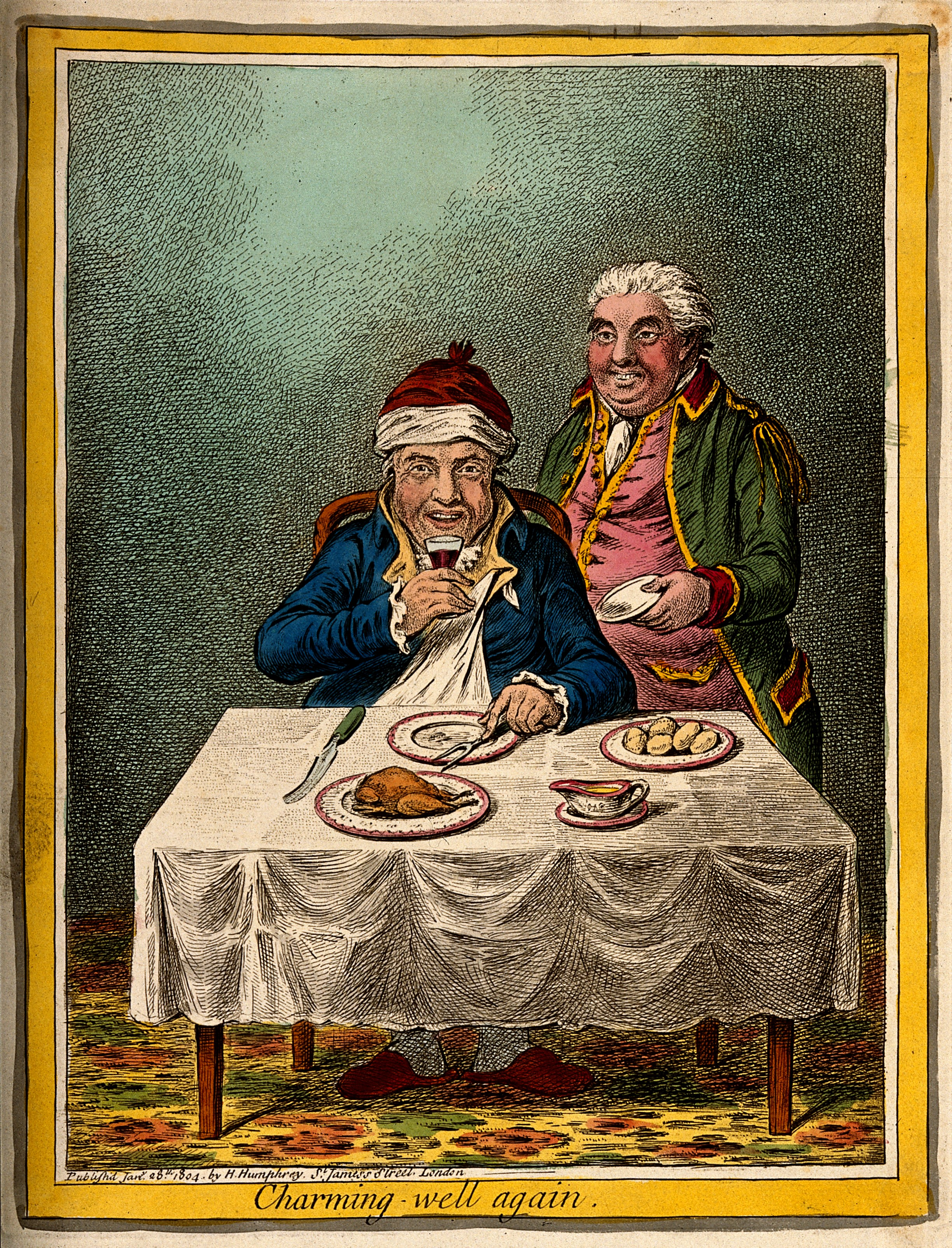
نگارهٔ یک مردِ درحالِ درمان، و کارگری که پوزخند می‌زند. موزهٔ بریتانیا
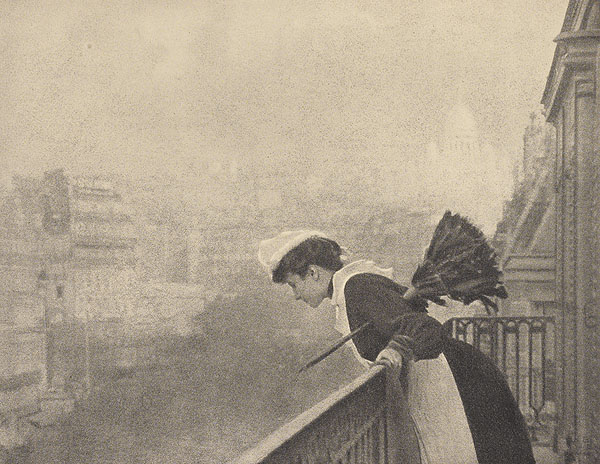
عکسِ پیکتوریالیستیکِ یک کارگر، از کنستانت پویو (عکاسِ فرانسوی)
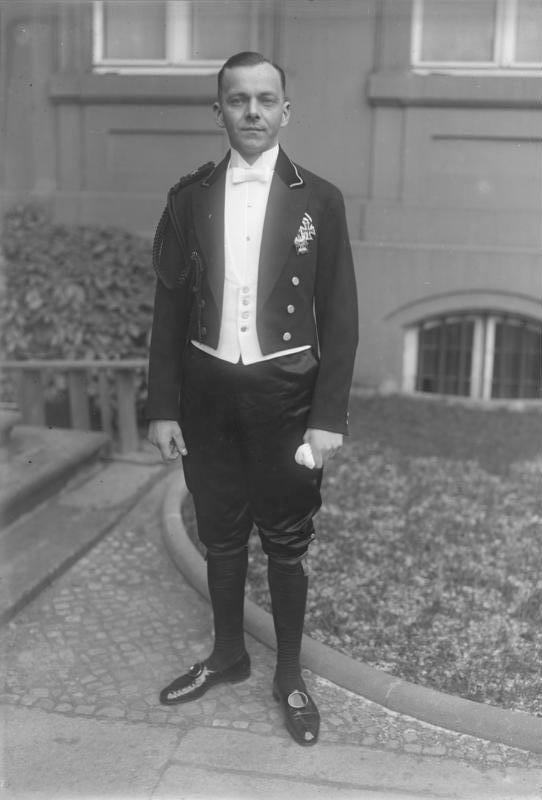
اسکار پوتز، کارگرِ خانگیِ دومین رئیس‌جمهورِ آلمان، در سالِ ۱۹۳۱
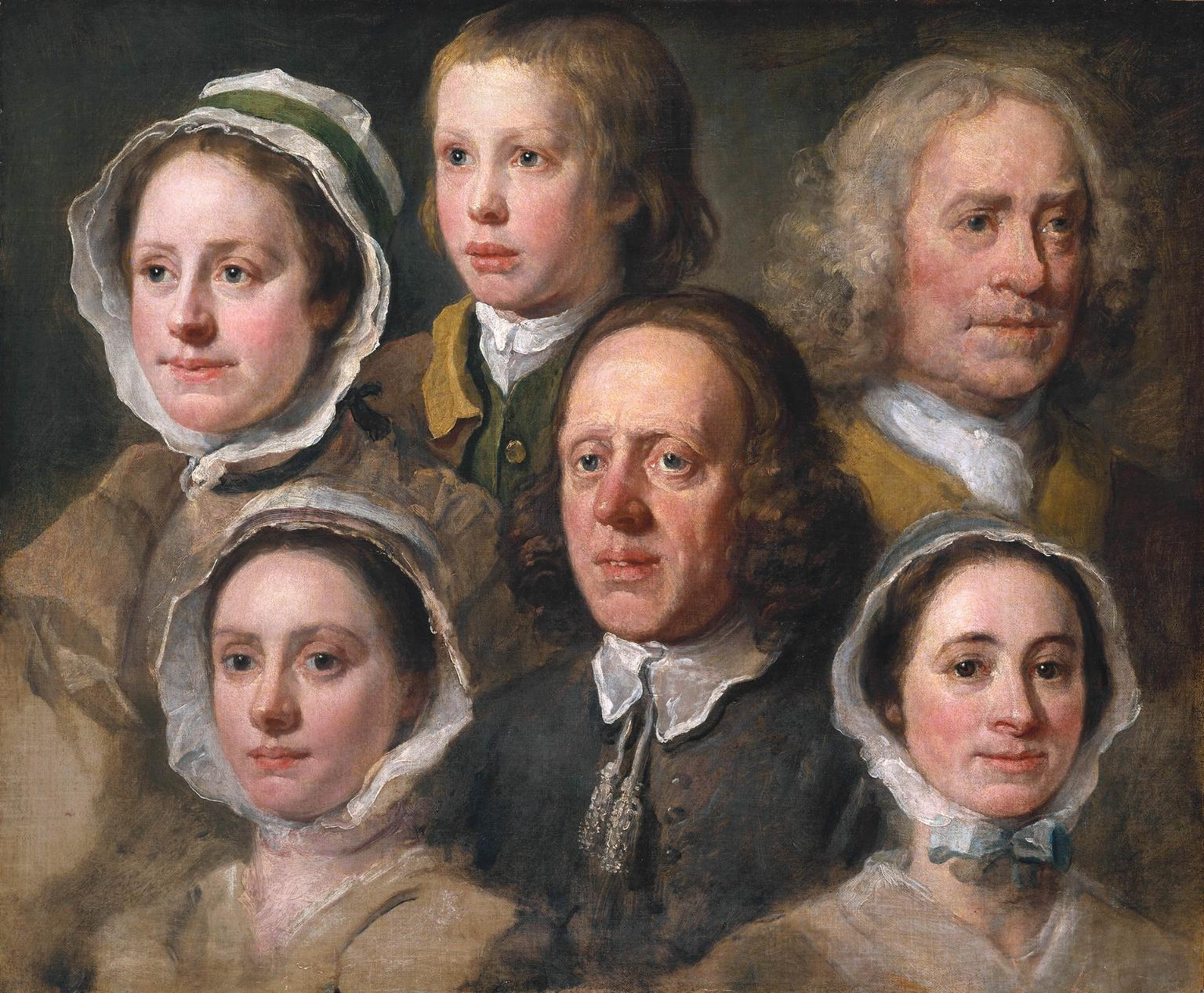
نقاشیِ رنگ‌روغنِ خدمتگزارانِ هوگارت، از ویلیام هوگارت
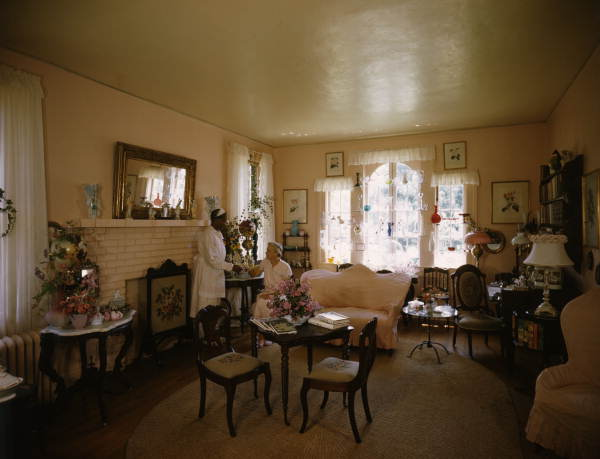
سِروِ چای به‌دستِ یک کارگرِ خانگی
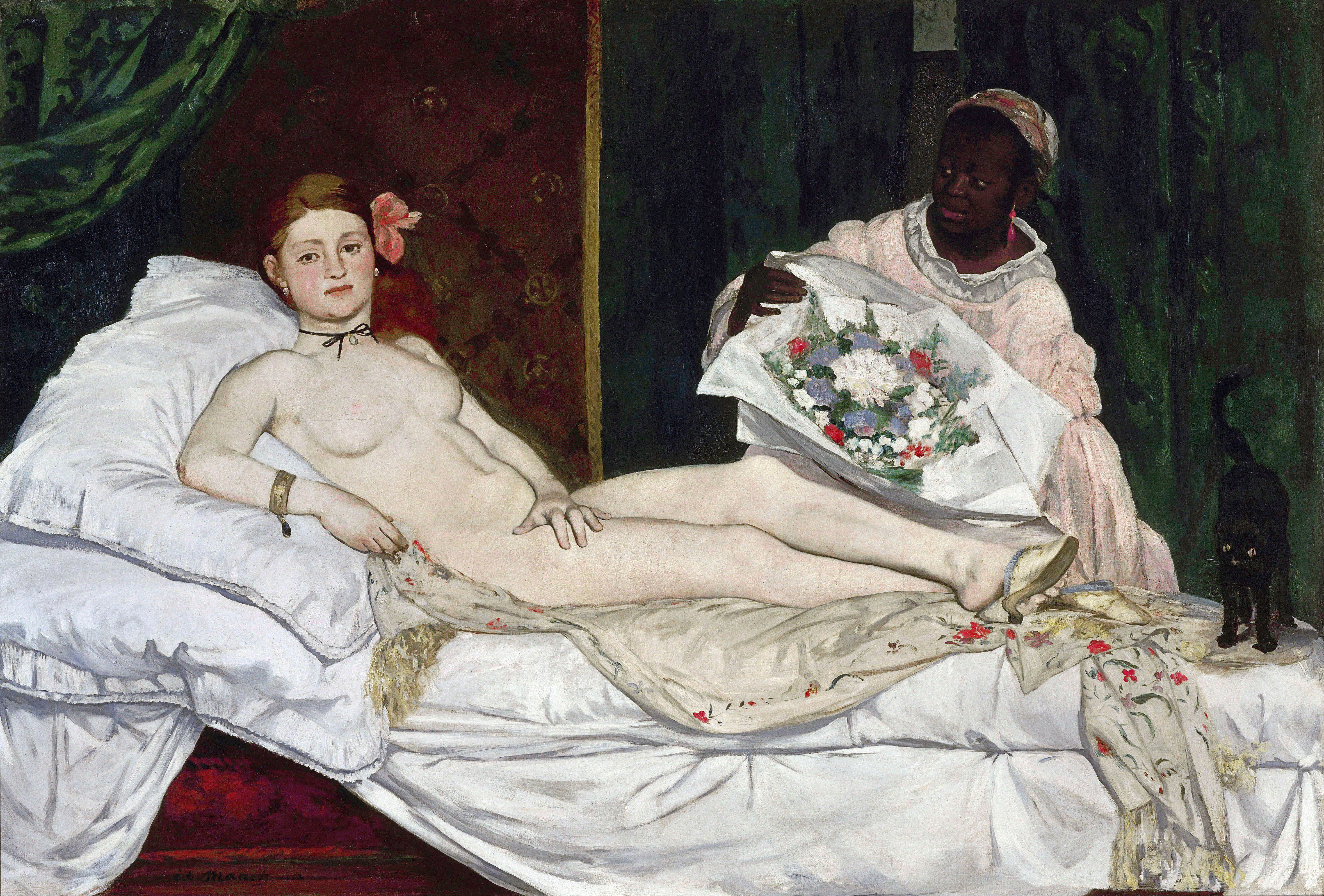
خدمتکار در نقاشی المپیا اثر مانه